# Justo Baldino
Justo Baldino, O.P. (em italiano:  Giusto Baldini, Pádua, provavelmente - Almada, 1493) foi um diplomata e prelado veneziano da Igreja Católica, o primeiro núncio apostólico em Portugal e bispo de Ceuta.

## Biografia
Duma família oriunda de Pádua, na República de Veneza, não se sabe quando nasceu. Sabe-se que era subdiácono em Pádua e depois foi cônego da igreja de Santa Maria de Agacomitis, na diocese de Utreque. Era doutor em direito canônico e civil e que estava em Portugal em 1473, a serviço de Carlos, Duque da Borgonha. Foi contratado pelo rei Dom Afonso V de Portugal para redigir em latim uma crônica contando as conquistas portuguesas da época.
Baldino teria permanecido durante três anos com Dom Afonso V, inclusive na sua viagem à França (realizada entre finais de agosto de 1476 e finais de setembro de 1477) marcando o fim deste período em Portugal. Documentos milaneses e alguns memorialistas romanos o mencionam explicitamente como um "orador" a serviço de Maria da Borgonha e Maximiliano, em 1478 e em 1481.
Foi nomeado como bispo de Ceuta e primaz de África e administrador da Comarca Eclesiástica de Valença do Minho em 15 de março de 1479, pela bula Dum ad universas do Papa Sisto IV. Em 12 de fevereiro de 1481, foi nomeado como núncio apostólico em Portugal. Foi um dos responsáveis pelo batismo de João Bemoí. Participou no consistório convocado pelo Papa Inocêncio VIII para tratar da canonização de Leopoldo III da Áustria, em 6 de janeiro de 1485 e governou interinamente a diocese do Porto, em 1487, na ausência de Dom João de Azevedo.
Morreu em Almada, vitimado pela peste em 1493.